# 若林薫
若林 薫（わかばやし かおる、1938年8月19日 - ）は、東京府東京市（現・東京都）出身の元バスケットボール選手。

## 人物
東京教育大学在学中、全日本に選ばれローマオリンピックに出場。
卒業後、日本鋼管に入社。全日本で活躍し、1963年世界選手権と東京オリンピック、1967年世界選手権に出場。

## 日本代表歴
- 1958年アジア大会
- 1960年アジア選手権
- 1960年ローマ五輪
- 1961年ユニバーシアード
- 1962年アジア大会
- 1963年世界選手権
- 1964年東京五輪
- 1965年アジア選手権
- 1966年アジア大会
- 1967年アジア選手権
- 1967年世界選手権